# 山东第一医科大学
山东第一医科大学（山东省医学科学院）是山东省省属重点建设高校，在济南市和泰安市设有校区。入选山东省高水平大学建设项目“冲一流”高校。

## 历史
1970年，山东医学院自济南搬迁到新泰市楼德镇，1974年部分搬回济南、部分成立山东医学院楼德分院。1979年，楼德分院迁入泰安市区改名山东医学院泰安分院。1981年更名泰山医学院。
官方首次披露整合重组消息是在2016年11月，当时拟用的名字是华东医科大学。2017年1月，济南市槐荫区党代会披露将组建山东省省立医科大学。2017年济南市政府工作报告则提到，要建立山东第一医科大学。2017年5月，山东省人民政府发布《关于组建齐鲁医科大学（筹）和新的齐鲁工业大学的通知》，拟将泰山医学院、山东省医学科学院、山东省立医院整合为齐鲁医科大学（筹）。然而，这一校名遭到齐鲁大学校友反对，山东大学认为“齐鲁医学”的品牌属于山东大学。2018年6月，在泰山医学院和山东省医学科学院（资源）的基础上成立山东第一医科大学。2019年2月13日，山东省人民政府正式宣布组建山东第一医科大学，保留山东省医学科学院的牌子。2019年2月28日，山东第一医科大学（山东省医学科学院）正式成立。

## 主要院系
眼科学院、肿瘤学院、内分泌与代谢病学院、预防医学科学学院（放射医学研究所）、药学与制药科学学院（药物研究所）、生物医学科学学院（省医药生物技术研究中心）、实验动物学院（省实验动物中心）、医学人工智能与大数据学院、医疗保障学院（山东省医疗保障研究院）、临床与基础医学院（基础医学研究所）、放射学院、护理学院、药学院、口腔医学院、运动医学与康复学院、公共卫生与健康管理学院、生命科学学院、医学信息工程学院、化学与制药工程学院、马克思主义学院、医药管理学院、外国语学院、继续教育学院、国际教育学院、通识教育部

## 精神文化
校训：跬步千里，止于至善
校风：崇贤、尚雅、和谐、向上
教风：博学、善导、厚生、乐教
学风：乐学、善思、明礼、自信

## 附属医院
学校的直属附属医院有12家，分别是：
1. 山东第一医科大学附属省立医院（山东省立医院）；
2. 山东第一医科大学第一附属医院（山东省千佛山医院、省牙病防治指导中心）；
3. 山东第一医科大学第二附属医院（原泰山医学院附属医院）；
4. 山东第一医科大学第三附属医院（省医学科学院附属医院）；
5. 山东第一医科大学附属肿瘤医院（省肿瘤防治研究院、省肿瘤医院）；
6. 山东第一医科大学附属青岛眼科医院（省眼科研究所、青岛眼科医院）；
7. 山东第一医科大学附属皮肤病医院（省皮肤病性病防治研究所、省皮肤病医院）；
8. 山东第一医科大学附属内分泌与代谢病医院（省内分泌与代谢病研究所、山东内分泌与代谢病医院）；
9. 山东第一医科大学附属颈肩腰腿痛医院（省医学科学院颈肩腰腿痛医院）；
10. 山东第一医科大学附属眼科医院（省眼科医院）；
11. 山东第一医科大学附属职业病医院（省职业病医院）；
12. 山东第一医科大学附属消化病医院（省医学科学院第三附属医院）。

除上述直属附属医院外，还有山东第一医科大学附属中心医院（济南市中心医院）等多所非直属附属医院。